# Arturo Pecchielan
Arturo Pecchielan (Candiana, 11 aprile 1944) è un ex ciclista su strada e ciclocrossista italiano. Da dilettante vinse il Giro della Valle d'Aosta, importante corsa a tappe della categoria; fu poi professionista dal 1969 al 1977.

## Carriera
Ottimo dilettante, seppe vincere in questa categoria il Giro della Valle d'Aosta 1967; concluse nello stesso anno settimo il Tour de l'Avenir dopo aver conquistato due successi di tappa e la classifica dei Gran Premi della Montagna.
Passato professionista nel 1969 con la Molteni di Giorgio Albani, colse subito la vittoria di una tappa al Tour de Luxembourg: sarà questa la sua unica affermazione fra i professionisti. Prese parte a cinque edizioni del Giro d'Italia, sfiorando il successo di tappa nel 1971 quando concluse al terzo posto la sesta frazione, e a due edizioni del Tour de France. Colse alcuni buoni piazzamenti anche nelle corse del panorama italiano: fu infatti ottavo alla Tirreno-Adriatico 1969 e terzo al Giro di Toscana e al Giro delle Marche nel 1971.
Prima del ritiro si dedicò anche al ciclocross diventando vice-campione italiano di specialità nel 1976, dietro a Wladimiro Panizza, e partecipando ai campionati del mondo di quell'anno in Francia.

## Palmarès
- 1967 (Dilettanti)

2ª tappa Giro della Valle d'Aosta (Champorcher > La Thuile)
Classifica generale Giro della Valle d'Aosta
5ª tappa Tour de l'Avenir (Saint-Girons > Luchon)
6ª tappa Tour de l'Avenir (Bagnères-de-Bigorre > Pau)
7ª tappa Vuelta de la Juventud Mexicana
- 1969 (Molteni, una vittoria)

3ª tappa Tour de Luxembourg (Esch > Diekirch)

### Altri successi
- 1967 (Dilettanti)

Classifica Gran Premi della Montagna Tour de l'Avenir
- 1967 (Dilettanti, una vittoria)

Tropheo Bertolino (criterium)

## Piazzamenti

### Grandi Giri
- Giro d'Italia

1969: 37º
1971: 25º
1972: 32º
1973: 34º
1975: 49º
- Tour de France

1970: ritirato (4ª tappa)
1974: 43º

### Classiche monumento
- Milano-Sanremo

1972: 112º
1973: 114º
1975: 88º
- Parigi-Roubaix

1969: 24º

### Competizioni mondiali
- Campionati del mondo di ciclocross

Chazay-d'Azergues 1976 - Professionisti: 12º